# 济南奥林匹克体育中心体育馆
濟南奧林匹克體育中心體育館位於中国山東濟南市，是山東省政府為主辦十一運會而於2006年開始興建的比賽場館，它會於運動會期間進行體操與彈床項目的賽事。
該體育館佔地面積3.1公頃，樓高6層，建築面積為5.9萬平方米，可容納10000名觀眾。2009年4月20日，體育館正式竣工，並於兩個月後舉行了全國體操錦標賽，是體育館首個進行的賽事。